# Ганс фон Функ
Ганс Еміль Ріхард фрейхерр фон Функ (нім. Hans Emil Richard Freiherr von Funck; нар. 23 грудня 1891, Аахен — пом. 14 лютого 1979, Фірзен) — німецький воєначальник часів Третього Рейху, генерал танкових військ Вермахту (1944). Кавалер Лицарського хреста Залізного хреста з Дубовим листям (1943). Учасник Першої та Другої світових війн; командував з'єднаннями і об'єднаннями.

## Біографія
Військова кар'єра
- 3 серпня 1914 — фанен-юнкер
- 23 вересня 1914 — фанен-юнкер-єфрейтор
- 14 листопада 1914 — фанен-юнкер-унтерофіцер
- 23 лютого 1915 — фенрих
- 18 червня 1915 — лейтенант
- 1 квітня 1923 — оберлейтенант
- 1 квітня 1928 — ротмістр
- 1 серпня 1934 — майор
- 1 вересня 1936 — оберстлейтенант
- 6 січня 1939 — оберст
- 1 січня 1941 — генерал-майор
- 1 вересня 1942 — генерал-лейтенант
- 1 березня 1944 — генерал танкових військ

Ганс Еміль Ріхард фрейхерр фон Функ народився 23 грудня 1891 року в місті Аахен у прусській Рейнській провінції в родині голови тамтешнього місцевого правління Пауля Йоханнеса фон Функа та його дружини Марі (уроджена фон Лютцов). Закінчив гімназію в Кошліні. З 1911 року до літа 1914 року Ганс вивчав право в Грайфсвальді та Фрайбурзі.
3 серпня 1914 року, відразу після вступу Німецької імперії у війну, полишив навчання в університеті та поступив фанен-юнкером до запасного ескадрону 1-го Бранденбурзького драгунського полку № 2 (нім. 1. Brandenburgischen Dragoner-Regiments Nr. 2) у Шведті.
З 11 жовтня 1914 року разом з полком прибув на Західний фронт, де взяв участь у бойових діях. Напередодні Різдва був поранений. Після госпіталізації та одужання продовжив службу в 2-му драгунському полку. 18 червня 1915 року став лейтенантом. Протягом війни воював на різних посадах у кавалерійських частинах німецької армії, командував ескадроном. Війну завершив командиром 3-ї роти 11-го кулеметно-снайперського батальйону.
Після війни залишився у лавах прикордонної стражі Веймарської республіки. Брав участь у сутичках на східних кордонах країни. Був поранений. Потім продовжив службу у рейхсвері. Командував підрозділами та частинами кінноти, інженерних військах, військах зв'язку, гірської піхоти тощо. 16 серпня 1936 року призначений начальником оперативного відділу IV корпусу, а вже за місяць переведений до Люфтваффе, де пробув нетривалий строк. 30 листопада 1936 року здобув посаду військового аташе при посольстві Німеччини в Іспанії. Пробув на дипломатичній роботі три роки, до того ж одночасно був військовим аташе при німецькій амбасаді в Португалії з серпня до жовтня 1939 року.
15 жовтня 1939 року повернувся із закордонного відрядження, одночасно отримав призначення на посаду командира 5-го танкового полку 3-ї танкової дивізії. Під час Французької кампанії танковий полк оберста фон Функа діяв у складі XVI моторизованого корпусу генерала Гепнера. Фон Функ командував частиною під час боїв на каналі Альберта і в боях на південь від Брюсселя, а також в переслідуванні противника після падіння Дюнкерка на захід від Парижа, що завершилося капітуляцією Франції.
У листопаді 1940 року Ганса фон Функа призначили замість Фрідріха Кюна командиром 3-ї танкової бригади своєї дивізії. А вже на початку 1941 року він став командиром 5-ї легкої дивізії, що готувалася до відправлення до Північної Африки. Протягом місяця Функ займався комплектуванням, оснащенням та формуванням нового з'єднання, зокрема підготовлював танкові частини до перекидання морем в Африку, але 14 лютого 1941 року його призначили на заміну Ервіну Роммелю командиром 7-ї танкової дивізії, що входила до XXXIX моторизованого корпусу генерала танкових військ Рудольфа Шмідта, який готувався до вторгнення до СРСР.
22 червня 1941 року, з початком операції «Барбаросса», 7-ма танкова дивізія вторглася до Радянського Союзу. Діючи в першому ешелоні 3-ї танкової групи генерал-полковника Германа Гота, дивізія фон Функа прорвала прикордонні позиції радянських військ, вела бої з оточеними військами під Мінськом, на «лінії Сталіна», на переправах через Західну Двіну, під Смоленськом, на переправах через Дніпро, під Вітебськом, Вязьмою, Клином і Москвою.
15 липня 1941 року Ганс фон Функ був удостоєний Лицарського хреста Залізного хреста № 356 за вміле керівництво дивізією та здобуті бойові успіхи.
У ході боїв на Східному фронтові дивізія фон Функа здобула багато перемог. Так, до 13 жовтня лише один 78-й танковий артилерійський полк доповів про знищення 263 радянських танків, 124 польових гармат, 69 протитанкових гармат, 760 вантажівок, 48 дотів, 4 літаків, 5 складів боєприпасів, 6 паровозів і бронепоїздів. Разом з цим, втрати німецької дивізії також були вельми високі. ДО 15 листопада дивізія втратила 290 осіб загиблими, 783 пораненими і 45 полоненими або зниклими безвісти — всього 1118 людей.

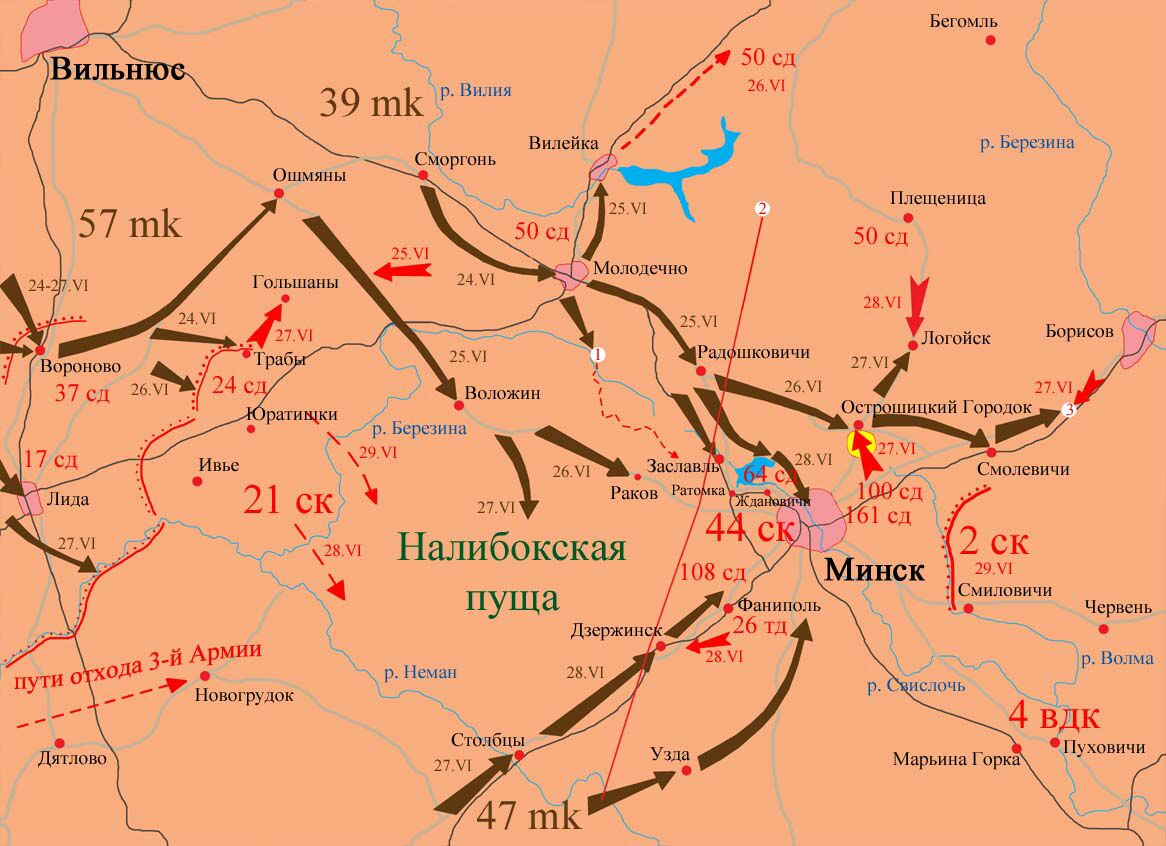
Прорив німецької 3-ї танкової групи до Мінська. 24-28 червня 1941

Втім, найбільших втрат танкова дивізія генерал-майора Ганса фон Функа зазнала взимку 1941/42 року, коли розпочався стратегічний контрнаступ Червоної армії під Москвою. За штатом чисельність кожного батальйону становила близько 700 осіб. Але, на 23 січня в I батальйоні 6-го моторизованого полку в строю залишалося всього 5 офіцерів, 25 унтер-офіцерів і 161 рядовий. У II батальйоні того ж полку було всього 17 офіцерів, 72 унтер-офіцери і 328 рядових, а II батальйон 7-го моторизованого полку скоротився до 7 офіцерів, 54 унтер-офіцерів і 293 рядових. На якийсь момент у 25-м танковому полку залишалося всього п'ять боєздатних танків: чотири Pz-38 (t) і 1 Pz IV, а основна частина особового складу була кинута в бій у вигляді зведеного піхотного підрозділу.
Втягнувшись (разом з іншими силами 9-ї армії) в безжальні бої на Ржевському виступі, II батальйон 6-го моторизованого полку поніс такі втрати, що його довелося розформувати, так само як і один з танкових батальйонів. У 25-му танковому полку залишилося всього чотири роти, а до складу 7-го мотоциклетного батальйону ввели залишки 37-го розвідувального батальйону.
Загалом за період з 22 червня 1941 року до 23 січня 1942 роки 7-ма танкова дивізія втратила 2 055 чоловік убитими, 5 737 — пораненими, 313 — зниклими безвісти і полоненими і 1 089 — хворими (в основному з обмороженнями чи хворобами, які переносяться вошами). Всього втрати склали 9203 людини, в тому числі 336 офіцерів (на початок кампанії дивізія нараховувала близько 400 офіцерів і 14 000 нижніх чинів). На 27 травня в дивізії фон Функа залишалося всього 8589 офіцерів і нижніх чинів, більшість з яких прибули в дивізію вже після початку кампанії.
У травні 1942 року з огляду на високі втрати в живій силі дивізія була відведена в Південну Францію для відпочинку і поповнення. Тут вона нарешті отримала сучасні танки німецького виробництва, включаючи 35 Pz IIIJ і 30 Pz IVG. Одночасно був розформований штаб 7-ї моторизованої бригади.
У листопаді того ж року дивізія взяла участь в окупації вішістської Франції, дійшовши до Марселя і Тулона.
У грудні 1942 року після оточення німецьких військ під Сталінградом танкова дивізія генерала фон Функа була перекинута на південну ділянку Східного фронту і перебувала в ролі резерву групи армій «Дон». Після провалу спроби визволити 6-ту армію з котла, німецькій дивізії довелося битися на річці Донець та в Східній Україні в районі Артемівська. Згодом Ганс фон Функ організовував відбиття потужного наступу радянських військ у напрямку на Ростов-на-Дону. Зимову кампанію 1942/1943 року дивізія починала з 95 танками, з яких 20 були абсолютно застарілих моделей. За період з 7 січня по 27 лютого 1943 року, за час найактивніших боїв, дивізія знищила або захопила 354 радянських танки, 124 гармат, 276 протитанкових гармат, 70 мінометів, 414 вантажівок і інше спорядження. Втрати самої дивізії склали 12 танків.
Пізніше дивізія вела бої під Ізюмом і під Харковом. Особливо важкі втрати дивізія понесла під час операції «Цитадель» — останнього наступу Гітлера на Східному фронті. Дивізія фон Функа діяла у складі III танкового корпусу генерала танкових військ Брайта у першому ешелоні 1-ї танкової армії, вела бої під Харковом. До кінця битви в строю залишилося 15 танків, а особового складу вистачало не більше ніж на три батальйони. Після битви на Курській дузі 7-ма танкова дивізія була перетворене на бойову групу.
20 серпня 1943 року генерал-лейтенант фон Функ за станом здоров'я пішов з посади командира 7-ї танкової дивізії, прокомандувавши нею більш ніж два роки у найсуворіших умовах війни на Східному фронті, й був виведений до резерву фюрера.
7 грудня 1943 року його відкликали з резерву та призначили командиром XXIII армійського корпусу 9-ї армії, що тримав оборону на відносно спокійній ділянці німецько-радянського фронту на оршансько-вітебському напрямку.
З березня 1944 року генерал Ганс фон Функ очолив XXXXVII танковий корпус, який відступав під тиском радянських військ на заході України та в Молдові, а потім протистояв спробам Червоної армії прорвати оборону на півночі Румунії та вийти на оперативний простір і вийти на Балкани.
У боях проти сил 2-го та 3-го Українських фронтів корпус генерала фон Функа зазнав величезних втрат і у травні 1944 року був перекинутий на північ Франції на відновлення боєздатності.
З червня 1944 року XXXXVII танковий корпус, що перебував у складі сил 7-ї армії, бився у Нормандії, потім відступав на схід Франції, бої в Лотарингії. 5 вересня 1944 року через погіршення здоров'я внаслідок старих поранень, генерал фон Функ був замінений на посаді командира XXXXVII танкового корпусу генерал-лейтенантом Генріхом фон Лютвіцем і відкликаний до резерву фюрера.
28 лютого 1945 року звільнений у відставку з лав збройних сил за станом здоров'я. Однак 8 травня 1945 року був взятий у полон радянськими військами і перебував військовополоненим до 1955 року, доки не був звільнений 9 жовтня 1955 року разом з багатьма іншими німецькими генералами, офіцерами і солдатами.
14 лютого 1979 року генерал Ганс фон Функ помер у місті Фірзен, у західнонімецькій землі Північний Рейн-Вестфалія.